# Mariano Vivanco Valiente
Mariano Vivanco Valiente nació el 3 de abril de 1933 en San Antonio de los Baños (Cuba) y falleció el 23 de agosto de 2004 en Matanzas (Cuba). Fue obispo de Matanzas (1987-2004).

## Biografía

### Formación
Estudió humanidades, filosofía y teología en el Seminario El Buen Pastor, La Habana. 

### Sacerdocio
Fue ordenado sacerdote el 28 de mayo de 1961 en La Habana, Cuba. 
Fue asignado a la Parroquia Nuestra Señora del Pilar en La Habana. 
En 1977 fue nombrado vicario general de la Arquidiócesis de La Habana y rector del Santuario de San Lázaro del Rincón.

### Episcopado
Fue nombrado obispo de Matanzas el 18 de mayo de 1987 por el Papa Juan Pablo II y recibió la ordenación episcopal el 29 de junio de 1987 en la Catedral de La Habana por Mons. Jaime Ortega Alamino, Arzobispo de La Habana.

### Fallecimiento
Falleció de una ataque del corazón el 23 de agosto de 2004 en Matanzas.